# Сото, Элькин
Эльки́н Со́то Харами́льо (исп. Elkin Soto Jaramillo; род. 4 августа 1980[…], Манисалес) — колумбийский футболист, выступавший на позиции полузащитника. Наиболее известен по выступлениям за клубы «Онсе Кальдас», с которым в 2004 году выиграл Кубок Либертадорес, и «Майнц 05».

## Биография
Элькин Сото родился в Манисалесе, однако воспитывался в молодёжной академии традиционно более популярного в Колумбии «Атлетико Насьоналя» из Медельина. Профессиональную карьеру Сото начал в 1999 году всё же в родном городе, в «Онсе Кальдасе». В 2003 году он помог своей команде стать чемпионом страны, впервые с 1950 года. В следующем году «Онсе Кальдас» сенсационно дошёл до финала Кубка Либертадорес, где в серии пенальти обыграл «Боку Хуниорс». В послематчевой серии блестяще проявили себя вратари обеих команд — Хуан Карлос Энао отбил все четыре удара игроков аргентинского клуба, а Роберто Аббондансьери — два из четырёх. Лишь Элькин Сото, а затем и его партнёр Хорхе Агудело, сумели забить в той серии, благодаря чему колумбийцы выиграли со счётом 2:0. Таким образом, формально именно удар Сото стал для «Онсе Кальдас» победным.
В декабре того же года Сото принял участие в матче за Межконтинентальный кубок против «Порту», но был заменён на Эрли Алькасара. Без него «Онсе Кальдас» уступил победителю Лиги чемпионов в серии пенальти со счётом 7:8.
После феноменального сезона 2004 года Сото стал игроком сборной Колумбии. В 2005 году он перешёл в эквадорскую «Барселону», где сразу же стал лидером команды. В 2006 его приобрёл германский «Майнц 05», однако часть прав на Сото сохранялась за «Онсе Кальдас», которым не были выплачены деньги за этот трансфер, поэтому руководство Федерации футбола Колумбии наложило запрет на вызов Сото в национальную сборную. По этой причине он не выступал за сборную в 2009 и 2010 годах. После того, как срок частичных прав истёк, запрет был снят и Элькин принял участие в Кубке Америки 2011 года.
Последние годы (2016—2019) в профессиональной карьере провёл в «Онсе Кальдас». Объявил о завершении карьеры футболиста в августе 2019 года.

## Достижения
- Чемпион Колумбии (1): Ап. 2003
- Чемпион Второго дивизиона Колумбии (1): 1998
- Обладатель Кубка Либертадорес (1): 2004